# 丰隆大厦
丰隆大厦（英語：Hong Leong Finance Building）位於新加坡核心商業區，1976年落成，樓高45層，毗輪歷史建築老巴刹，是新加坡知名的的商業大廈。

## 緊急疏散
2007年3月，有人報稱感到大廈搖晃，大廈內5,000員工須要緊急疏散。事後得知，搖晃源於印尼蘇門答臘的地震。處於大廈高層的員工受到最大影響，部份人士報稱不適、暈眩感覺強烈導致嘔吐的狀況。

## 知名租客
- 畢馬威會計師事務所
- 三井住友
- 豐隆集團